# Dodonaea amblyophylla
Dodonaea amblyophylla là một loài thực vật có hoa trong họ Bồ hòn. Loài này được Diels mô tả khoa học đầu tiên năm 1904.